# Medvedia jaskyňa (Słowacki Raj)
Medvedia jaskyňa (pol. Jaskinia Niedźwiedzia) – jaskinia krasowa w grupie górskiej Słowackiego Raju na Słowacji. Do końca 2016 r. poznano w niej 497 m korytarzy o różnicy poziomów sięgającej 30 m. Jest jednym z najbogatszych stanowisk paleontologicznych na terenie tego kraju.

## Położenie
Jaskinia znajduje się w południowo-wschodnich zboczach płaskowyżu Glac. Jej wejście leży na wysokości 905 m n.p.m., tj. ok. 80 m poniżej poziomu płaskowyżu i ok. 300 m ponad dnem doliny Tomášovskej Belej. Odnaleziono je w stromych zerwach ponad suchą dolinką, stanowiącą lewą (orograficznie) odnogę doliny Tomášovskej Belej, którą wiodą żółte znaki szlaku z Tomášovskej Belej do rozstajów pod Bykarką (1058 m n.p.m.). Leży w granicach powiatu Nowa Wieś Spiska.

## Charakterystyka
Jaskinia powstała w siwych, triasowych wapieniach tzw. gutensteinskich, budujących znaczną część płaskowyżu Słowackiego Raju. Jest pochodzenia fluwialnego, jednak kierunek i formy jej rozwoju były w znacznej mierze uwarunkowane tektoniką masywu. Tworzy ją w większości jeden duży korytarz, którego szerokość sięga 14, a wysokość waha się od 2,5 do 17 m. Prostopadle do jego osi rozwinął się Dóm Dionýza Štúra – największa komora jaskini.
W jaskini zachowała się dobrze rozwinięta szata naciekowa. Na spągu obejmuje ona m.in. kaskadowy system jeziorek (mis martwicowych) oraz liczne, cienkie stalagmity o średnicach od 5 do 12 cm i wysokości do 3 m. Nacieki mają zróżnicowane barwy: młodsze – od białej przez żółtawą do jasnobrunatnej, starsze – czerwonobrązową.

## Nazwa
Nazwa jaskini związana jest z faktem, iż znaleziono w niej liczne szczątki niedźwiedzia jaskiniowego (Ursus spelaeus). Kości zarówno starych jak i młodych osobników odkryto w gliniastych sedymentach prawie we wszystkich pomieszczeniach jaskini. Ich wiek określono na ponad 15 tys. lat. Przypuszcza się, że w młodszym plejstocenie jaskinia służyła jako zimowisko niedźwiedzi jaskiniowych.

## Dzieje eksploracji
Jaskinię odkryli speleolodzy pod kierunkiem V. Plevy 27 października 1952 r. Badania jaskini prowadzili geograf P. Janáčik oraz paleontolog Z. Schmidt. W latach 1964-1970 speleolodzy ze Spiskiej Nowej Wsi odkryli dalsze części jaskini. Nowe mapowanie jaskini przedstawił w 1977 r. Anton Droppa. Kolejną mapę wykonali członkowie Klubu Speleologicznego Słowacki Raj (słow. Speleologický klub Slovenský raj) w 2003 r. (opublikowana w 2005 r.).

## Fauna
W jaskini zimuje 9 gatunków nietoperzy, z których najliczniejsze są nocek duży (Myotis myotis) i podkowiec mały (Rhinolophus hipposideros), dość często spotykany jest również nocek orzęsiony (Myotis emarginatus). Skorupiaki reprezentuje troglofilny gatunek równonoga Mesoniscus graniger. Najliczniejszymi organizmami w jaskini są pajęczaki z rzędu roztoczy (Acarina), w tym troglofilne roztocze Parasitus loricatus i Gemmazetes cavatica. W przywejściowej części jaskini liczny jest troglofilny pająk Meta menardi. W jaskini żyje też troglofilny krocionóg z gatunku Allorhiscosoma sphinx oraz rzadki chrząszcz z rodziny biegaczowatych Duvalius bokori. Z jaskini tej zostały opisane po raz pierwszy na Słowacji troglobionty: skoczogonek Arrhopalites aggtelekiensis oraz maleńki, bezpigmentowy pająk Porrhomma campbeli. W ciepłej połowie roku jaskinia jest schronieniem kilku gatunków zimnolubnych gatunków much i komarów, natomiast w chłodnej – zimowiskiem motyli z gatunków szczerbówka ksieni (Scoliopteryx libatrix) i Triphosa dubiata.

## Ochrona
Jaskinia leży w granicach Parku Narodowego Słowacki Raj. Dodatkowo od 1972 r. chroniona była jako zabytek przyrody (słow. prírodná pamiatka) z terenem chronionym obejmującym 188 ha. Od 2001 r. chroniona jako narodowy zabytek przyrody (słow. narodná prírodná pamiatka).

## Turystyka
Jaskinia nie jest udostępniona do zwiedzania turystycznego.